# Orchesia rennelli
Orchesia rennelli is een keversoort uit de familie zwamspartelkevers (Melandryidae). De wetenschappelijke naam van de soort werd in 1964 gepubliceerd door Gressitt & Samuelson.